# عمو اسکروج
عمو اسکروج یا دایی اسکروج (انگلیسی: Uncle Scrooge) نخستین مجموعه کمیک ساخته شده از شخصیت اسکروج مک‌داک است که توسط کارل بارکس ساخته شده‌است. ماجرای این کمیک در دنیای خیالی دیزنی و در شهر داکبرگ رخ می‌دهد. اسکروج ، پولدارترین اردک دنیا است که در این مجموعه کمیک با کمک خواهرزاده‌ها و سایر دوستانش به ماجراجویی و کشف گنج می‌پردازند.
این مجموعه کمیک استریپ از ماه مارس سال ۱۹۵۲ تا سال ۲۰۲۰ تقریبا بطور منظم چاپ و منتشر شده است.